# Tityus carrilloi
Espèce
Tityus carrilloi est une espèce de scorpions de la famille des Buthidae.

## Distribution
Cette espèce se rencontre dans le Nord de l'Argentine jusqu'au niveau de Buenos Aires et en Uruguay vers Colonia del Sacramento et au Paraguay vers Encarnación,.
Elle est originaire de la province du Chaco ou se rencontre des populations sexuées. Dans le reste de sa distribution, elle est synanthrope et parthénogénétique.

## Description
Le mâle holotype mesure 53,70 mm et la femelle paratype 49,90 mm, les mâles mesurent de 53,70 à 62,50 mm et les femelles de 49,90 à 65,00 mm.

## Systématique et taxinomie
Cette espèce a été décrite par Ojanguren-Affilastro en 2021.

## Étymologie
Cette espèce est nommée en l'honneur de Ramón Carrillo.

## Publication originale
- Ojanguren-Affilastro, Kochalka, Guerrero-Orellana, Garcete-Barrett, Roodt, Borges, Ceccarelli, 2021 : « Redefinition of the identity and phylogenetic position of Tityus trivittatus Kraepelin 1898, and description of Tityus carrilloi n. sp. (Scorpiones; Buthidae), the most medically important scorpion of southern South America. » Revista del Museo Argentino de Ciencias Naturales, Nueva Serie, vol. 23, no 1, p. 27-55.